# Georg Huth

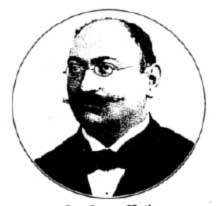
Georg Huth

Georg Huth (* 25. Februar 1867 in Krotoschin, Provinz Posen; † 1. Juni 1906 in Berlin) war ein deutscher Mongolist, Sinologe, Indologe und Tibetologe.

## Leben
Huth kam in Krotoschin in der Provinz Posen zur Welt, wo sein Vater als Rektor der jüdischen Erziehungsanstalt und Leiter des jüdischen Waisenhauses wirkte. 1879 zog die Familie nach Berlin um, wo Huth ab 1885 an der Friedrich-Wilhelms-Universität ein breitgefächertes Studium der Asienkunde aufnahm. Bei Paul Deussen, Hermann Oldenberg, Friedrich Rosen und Albrecht Weber erlernte er Sanskrit, Avesta, Pali und Hindustani, studierte daneben bei Wilhelm Grube und Georg von der Gabelentz Chinesisch, Mandschurisch und Mongolisch und brachte sich das Tibetische autodidaktisch bei.

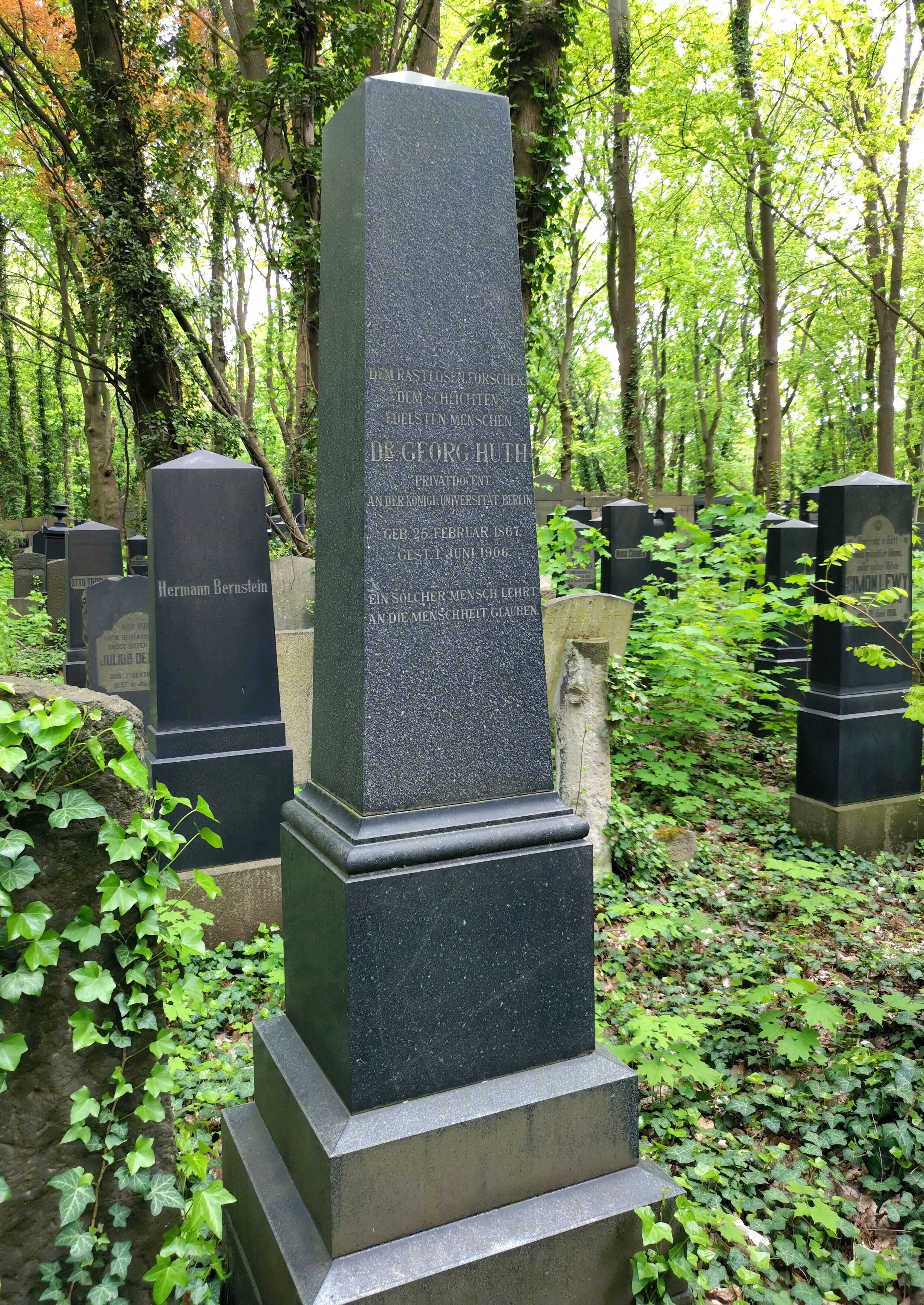
Grab auf dem Jüdischen Friedhof Berlin-Weißensee

Für seine studentische Abhandlung über Die Reisen der drei Söhne des Königs von Serendippo, eine vergleichende sprach- und literaturwissenschaftliche Studie über ein altes persisches Märchen, erhielt er 1888 ein Stipendium und wurde im folgenden Jahr bei Ernst Windisch an der Universität Leipzig mit einer Arbeit über den indischen Sanskrit-Dichter Kālidāsa promoviert. Nach seiner 1891 ebenfalls in Berlin erfolgten Habilitation wandte sich Huth vor allem der Geschichte und Epigraphik Zentralasiens zu und verbrachte im Auftrag der Petersburger Akademie der Wissenschaften einige Jahre in Ostsibirien, um Tungusische Sprachen und Dialekte zu untersuchen. Danach erhielt er eine Stelle am Museum für Völkerkunde in Berlin. 1902/03 nahm er unter Albert Grünwedel an der ersten deutschen Turfanexpedition teil und blieb bis 1904 für weitere sagenkundliche Forschungen in Ostturkistan, bevor er an seine Stelle am Museum für Völkerkunde in Berlin zurückkehrte, wo er 1906 mit 39 Jahren starb.
Huth wurde auf dem Jüdischen Friedhof Berlin-Weißensee beigesetzt (Feld X 2).

## Bedeutung
Huths wissenschaftliche Bedeutung beruht darauf, dass er als erster vollausgebildeter Tibetologe und Mongolist an einer deutschen Hochschule „zugleich über die nötigen Kenntnisse verfügte, um auch die Querverbindungen seines Faches zum süd- und ostasiatischen Kulturraum zu berücksichtigen.“ Neben seinen Studien zu Kālidāsa treten in diesem Zusammenhang seine Arbeiten über den Prātimokşasūtra hervor, in denen er sich ebenso wie mit seiner Edition und Übersetzung der von einem Tibeter verfassten „Geschichte des Buddhismus in der Mongolei“ dem Bereich der indotibetischen Übersetzungsliteratur widmete. Als wegweisend gilt auch seine Entzifferung einer tibetisch-mongolischen Inschrift der Chalcha aus dem Jahre 1621.

## Schriften
Texteditionen
- The Chandoratnākara of Ratnākaraçānti. Sanskrit text with a Tibetan translation. Berlin 1890.
- Die tibetische Version der Naiḥsargikaprāyaçcittikadharmās. Buddhistische Sühnregeln aus dem Pratimokshasūtram. Mit kritischen Anmerkungen hrsg., übersetzt und mit der Pāli- und einer chinesischen Fassung sowie mit dem Suttavibhaṅga verglichen. Straßburg 1891.
- Die Geschichte des Buddhismus in der Mongolei, aus dem Tibetischen des 'Jigs-med nam-mkha.[2]
  - Teil 1: Vorrede, Text, kritische Anmerkungen. Straßburg 1892. (Digitalisat)
  - Teil 2: Nachträge, Übersetzung. Straßburg 1896. (Digitalisat)
- Die Inschriften von Tsaghan Baišin. Tibetisch-mongolischer Text mit einer Uebersetzung sowie sprachlichen und historischen Erläuterungen. Leipzig 1894.
- Neun Mahaban-Inschriften. Entzifferung, Übersetzung, Erklärung. Berlin 1901.

Monographien
- Die Zeit des Kālidāsa. Mit einem Anhang zur Chronologie der Werke des Kālidāsa. Berlin 1890.
- Die Reisen der drei Söhne des Königs von Serendippo. Ein Beitrag zur vergleichenden Märchenkunde. Berlin 1891 (Zeitschrift für vergleichende Litteraturgeschichte und Renaissancelitteratur, Band 4).

Aufsätze
- Die tungusische Volkslitteratur und ihre ethnologische Ausbeute. In: Bulletin de l'Académie impériale des Sciences de St-Petersbourg, Ser. V Band 15.3, St. Petersburg 1901, S. 293–316.